# سیارک ۲۲۹۹۳
سیارک ۲۲۹۹۳ (به انگلیسی: 22993 Aferrari، نامگذاری:1999VX65) بیست و دو هزار و نهصد و نود و سومین سیارک کشف شده‌است که در ۴ نوامبر ۱۹۹۹ کشف شد.
قدر مطلق سیارک برابر ۱۱.۷ است.